# Port lotniczy Gatokae
Port lotniczy Gatokae (IATA: GTA, ICAO: AGOK) – port lotniczy położony na wyspie Gatokae (Wyspy Salomona).